# Robert Lehr
Robert Lehr (ur. 20 sierpnia 1883 w Celle, zm. 13 października 1956 w Düsseldorfie) – niemiecki prawnik, urzędnik i polityk, nadburmistrz Düsseldorfu (1924–1933), działacz antyhitlerowskiego ruchu oporu w III Rzeszy, federalny minister spraw wewnętrznych Niemiec (1950–1953).

## Życiorys
Syn pruskiego wojskowego Oskara Lehra (1847-1923) i jego żony Clary Stück (1847-1923). Dorastał w konserwatywnym protestanckim domu. Po zdaniu egzaminu maturalnego, rozpoczął studia prawnicze na Uniwersytecie w Marburgu, kontynuował je następnie na Uniwersytecie Humboldtów w Berlinie i Uniwersytecie w Bonn. W 1907 zdał pierwszy, a w 1912 drugi państwowym egzamin prawniczy. W 1908 otrzymał stopień doktora nauk prawnych. Do 1913 pracował jako sędzia w sądzie okręgowym w Kassel oraz jako radca prawny w urzędzie miejskim w Rheydt.
W 1913 roku rozpoczął pracę w administracji miasta Düsseldorfu, gdzie pełnił funkcję szefa policji, a po pięciu latach został mianowany szefem wydziału finansów. W 1924 został nadburmistrzem miasta. Po dojściu do władzy partii nazistowskiej, w kwietniu 1933 został pozbawiony urzędu i aresztowany. Był jednym z współzałożycieli antyhitlerowskiego ruchu oporu w Düsseldorfie. W 1943 Gestapo, sklasyfikowało Lehra jako ''jednostkę antypaństwową" i rozpoczęło dochodzenie przeciwko niemu. W związku z tym opuścił Düsseldorf i wraz z żoną wyjechał do Oberbrügge w Sauerlandzie, gdzie doczekali końca wojny.
W 1945 był jednym ze współzałożycieli CDU. W październiku tegoż roku został mianowany przez brytyjskie władze okupacyjne naprezydentem prowincji Nadrenia Północna. Funkcję tę pełnił do sierpnia 1946 roku. W latach 1946-1948 był członkiem i przewodniczącym Rady Doradczej Brytyjskiej Strefy Okupacyjnej. Został również posłem do Landtagu Nadrenii Północnej-Westfalii i w latach 1946–1947 jego przewodniczącym.
Od 1948 roku był członkiem Rady Parlamentarnej w Bonn. W latach 1949–1953 sprawował mandat deputowanego do Bundestagu, a 11 października 1950, po rezygnacji Gustava Heinemanna, został powołany na stanowisko ministra spraw wewnętrznych w I rządzie Konrada Adenauera.  
W czerwcu 1951 roku Lehr wytoczył proces karny o zniesławienie (tzw. Remer-Prozess) przeciwko Otto Ernstowi Remerowi za nazywanie działaczy ruchu oporu w III Rzeszy zdrajcami narodu. Wszczął również postępowanie o delegalizację założonej przez Remera neonazistowskiej Socjalistycznej Partii Rzeszy (SRP), które zakończyło się delegalizacją partii w 1952 roku. Lehr podjął również działania przeciwko lewicowej ekstremistycznej Komunistycznej Partii Niemiec (KPD).
W wyborach do Bundestagu w 1953 nie ubiegał się o reelekcję. 20 października 1953 zrezygnował z zasiadania w rządzie federalnym. Współzałożyciel i w latach 1947–1956 pierwszy prezes Niemieckiego Towarzystwa Ochrony Lasów (niem. Schutzgemeinschaft Deutscher Wald), propagującego ochronę przyrody, zrównoważony rozwoju leśnictwa i edukację przyrodniczą w szkołach.
Zmarł w wieku 73 lat. Uroczystości pogrzebowe odbyły się w Kreuzkirche w Düsseldorfie.

## Życie prywatne
W 1909 ożenił się z Aenne Steinbach (1880–1968). Małżeństwo pozostało bezdzietne.